# Théâtre juif de Varsovie
Le Théâtre juif de Varsovie est un théâtre actuellement situé 35 rue Senatorska à Varsovie, en Pologne. Il présente des pièces en yiddish et en polonais. 
Le théâtre est créé en 1950 de la fusion du théâtre juif de Basse-Silésie de Wrocław et du théâtre juif de Lódz. Avec le Théâtre national juif de Bucarest, en Roumanie, c'est l’un des deux derniers théâtres permanents qui joue des pièces en yiddish. Depuis juillet 2012, un Centre culturel yiddish dont la fonction est de promouvoir le yiddish et la culture ashkénaze est attaché au théâtre et à la Fundacja Shalom. 

## Histoire

### La reconstruction du théâtre juif en Pologne après la guerre

#### Le théâtre juif de Łódź
Le théâtre juif de Łódź commença ses représentations dès l'été 1945, mais son ouverture officielle est faite en août 1946. Son premier directeur est Moshe Lipman. La première représentation est Sonata Kreutzerowska de Jakub Gordin, réalisateur Moshe Lipman et les acteurs survivants de la Shoah. Le répertoire du théâtre se base sur les pièces les plus classiques du théâtre juif. Le théâtre joue à guichet fermé : en 1947, il se vend pas moins de 28 000 billets. Ce succès provient d'une attente d'un public juif amateur de théâtre, ainsi que du retour sur les planches d'Ida Kamińska, revenue en décembre 1946 d'Union soviétique avec son mari l'acteur et réalisateur Marian Melman. En 1948, le théâtre fait une tournée en Pologne et en Europe. Ida Kamińska devient à l'été 1948 directrice artistique de ce théâtre jusqu'en 1953. 

#### Le théâtre juif de Basse-Silésie à Wrocław
Dès la fin de la Seconde guerre mondiale, une troupe théâtrale existe également à Wrocław. En 1953, le ministère de la culture considère que la communauté juive est plus nombreuse à Wrocław qu'à Lódz et ordonne que la troupe du théâtre de Lódz s'installe aussi à Wrocław. 

### Le théâtre national juif de Varsovie

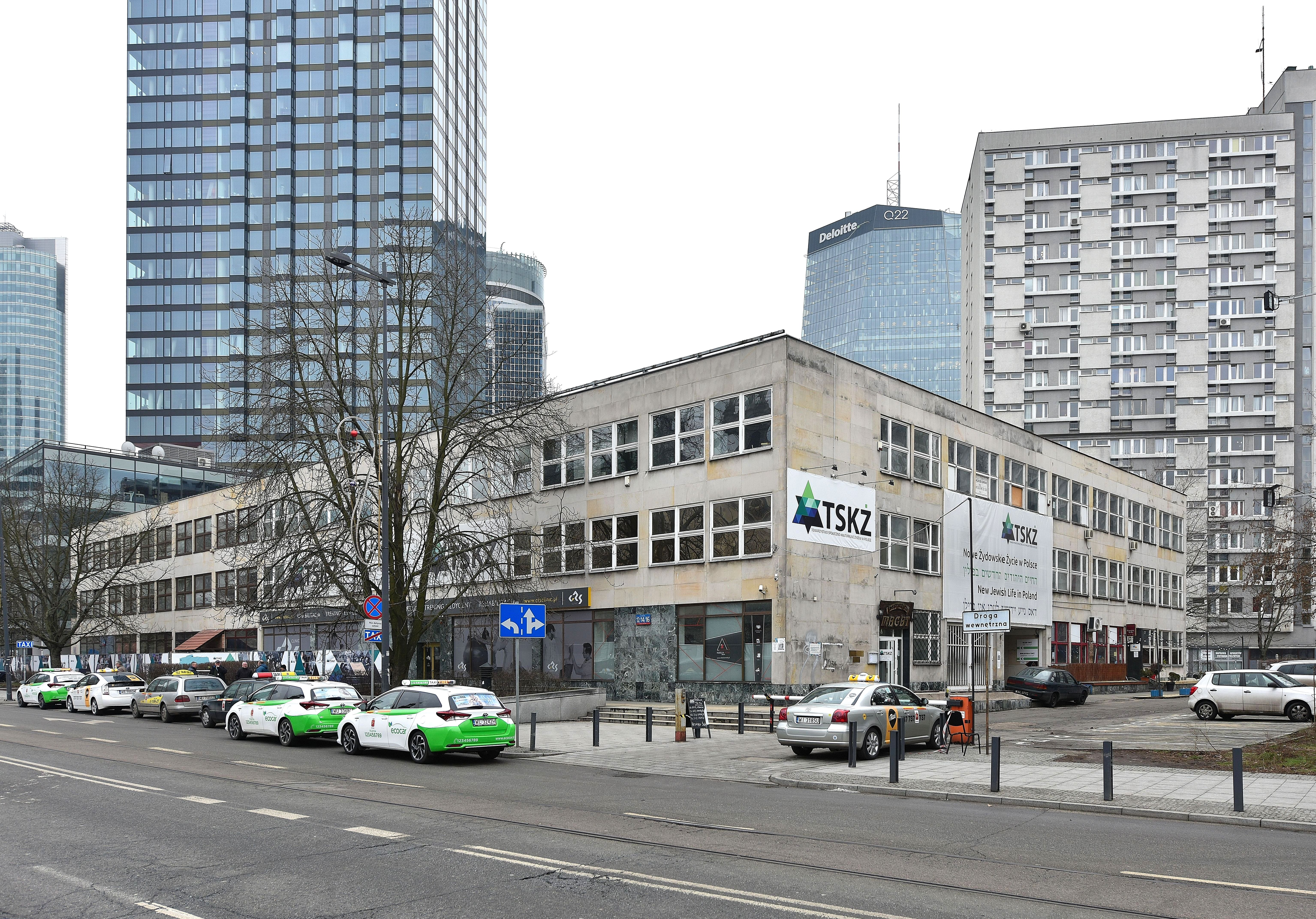
Le théâtre juif de Varsovie de 1970 à sa destruction en 2016

Le théâtre juif nait en 1950 de la fusion des deux théâtres juifs de Wrocław et Lódz, devenus théâtre d'État officiellement en novembre 1951. Il donne dans un premier temps des représentations dans ces deux villes et dans d'autres villes de Pologne. Théâtre d'État, il s'installe en 1955 à Varsovie, au 13 rue Królewska, bâtiment aujourd'hui détruit. 
Le théâtre porte le nom de la comédienne Ester Rachel Kamińska depuis sa création. Il porte également le nom de sa fille Ida Kamińska, depuis janvier 2006, actrice et metteure en scène qui dirige le théâtre  dès sa création jusqu'en 1968.  
À la suite d'une campagne antisémite orchestrée par le gouvernement au cours des événements de mars 1968, Ida Kamińska et un nombre important d'acteurs du théâtre quittent la Pologne. Ida Kamińska, sa famille et quelques acteurs partent aux Etats-Unis. Certains partent en Suède et en Israël. Plus rarement quelques acteurs et chanteurs s’installeront en Allemagne comme Samuel Rettig, voire au Danemark, en Suisse et au Costa Rica. Mais le théâtre survit à la tourmente politique. Dans la saison 1968-1969, son directeur assurant l'intérim est Juliusz Berger. En septembre 1969 est nommé Szymon Szurmiej. Il en sera le directeur général jusqu'à sa mort en juillet 2014. Le théâtre déménage place Grzybowski en 1970, non loin de la synagogue Nożyk, la seule de la ville à ne pas avoir été détruite au cours de la guerre.  
Le théâtre produit des représentations en yiddish, beaucoup plus rares depuis 1968, et en polonais. Pendant les représentations en yiddish, les spectateurs peuvent utiliser des écouteurs avec traduction en polonais ou lire la traduction projetée sur écran. 
La troupe organisait des tournées dans les villes de Pologne où existait une section de l’Association socialo-culturelle des Juifs de Pologne, mais également à l’étranger, en Europe comme aux Etats-Unis et dans des pays d’Amérique du Sud.

### La situation actuelle

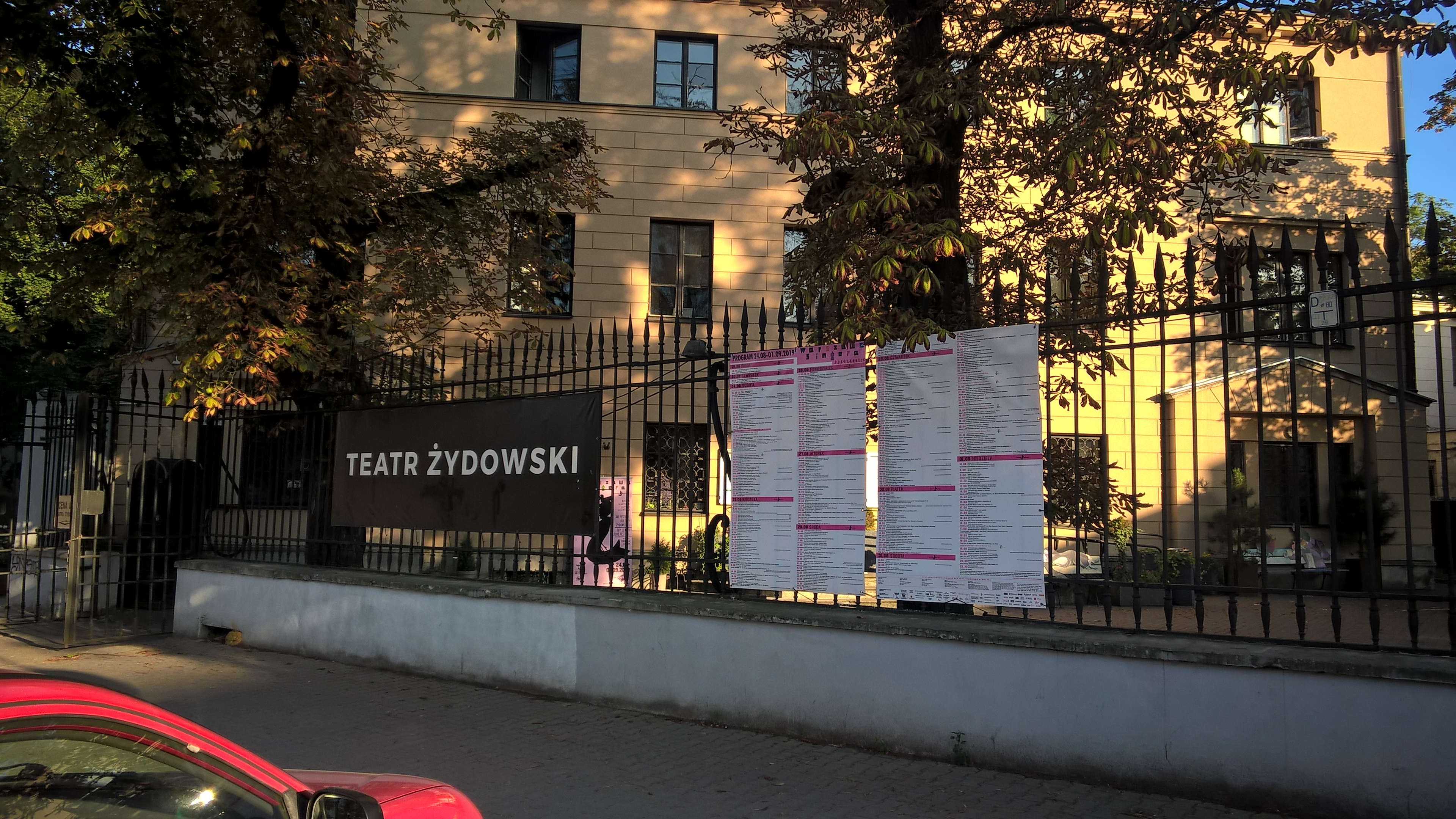
Le théâtre juif de Varsovie rue Senatorska

Gołda Tencer, vice-directrice du théâtre depuis 2009, succède en 2015 à son mari décédé Szymon Szurmiej comme directrice. 

#### La destruction de l'ancien théâtre
Le théâtre juif de Varsovie n'était que locataire de l'emplacement du 12/16 place Grzybowski. Le bâtiment appartient alors à l'Association sociale et culturelle des Juifs de Pologne (TSKŻ), qui l'a reçu de l'American Jewish Joint Distribution Committee. Fin 2015, le bâtiment du théâtre est vendu par TSKŻ au promoteur immobilier belge Ghelamco, qui veut y construire un immeuble de bureaux (80 - 100 mètres) en promettant d'y inclure un nouveau théâtre pouvant accueillir 350 personnes, mais dans une seconde phase des travaux à une date indéterminée. En mai 2016, le nouveau propriétaire fait fermer le théâtre en raison de son mauvais état technique et les dernières représentations de la saison 2015/2016 sont  jouées sur la place Grzybowski. Le bâtiment est détruit en avril 2017 sans possibilité de récupération y compris des instruments de musique tels que le piano mis à disposition du théâtre par Gołda Tencer,. Le lieu est actuellement place de parking.

#### Des locaux provisoires
Le théâtre est contraint de déménager dans un emplacement temporaire situé au 35, rue Senatorska. Depuis, les spectacles sont présentés principalement au Klub Dowództwa Garnizonu, situé au 141a rue Niepodległości, et à l'invitation d'autres théâtres, tels que Nowy Teatr, Teatr Polski ou ATM. Durant l'été les prestations se déroulent dans une scène de plein air aménagée à côté du bâtiment de la rue Senatorska.

#### A la recherche du nouveau théâtre
En août 2018, le Conseil municipal de Varsovie, sur proposition de la maire Hanna Gronkiewicz-Waltz, décide d'allouer 150 millions de zlotys, soit 35 millions d'euros, pour un projet de reconstruction du théâtre, au 14 rue Próżna, qui donne également sur la place Grzybowski,,.
Ce projet est toutefois remis en cause du fait de la situation compliquée, selon la ville, de la propriété immobilière du lieu, qui fait l'objet de revendications d'anciens propriétaires. La ville décide donc en novembre 2019 que le théâtre soit installé dès la saison 2020-2021 au 22 rue Marcin Kasprzak dans les locaux du théâtre Scena na Woli, dont la ville vient de faire l'acquisition à la société Santander, afin de lui faire garder sa tradition théâtrale. Des négociations étant en cours avec la direction du théâtre Scena na Woli, ainsi qu'avec celle du Palais de la Culture et de la Science dans lequel le théâtre devrait prendre place, la décision d'installation du théâtre juif dans ce nouveau lieu n'est pas définitive.

## Répertoire
Depuis le début de son existence, les répertoires du théâtre juif de Varsovie sont issus des trois courants du théâtre juif. Le premier courant vient des classiques de la littérature et du théâtre yiddish, c’est-à-dire des pièces d’auteurs comme Abraham Goldfaden, Jakub Gordin , Szolem Alejchem, Icchok Lejb Perec, Szalom An-ski, Perec Hirszbejn, Itzik Manger et Szalom Asz. Le deuxième courant extérieur aux auteurs de la littérature yiddish classique, mais traitant de sujets juifs, y compris Arthur Miller, Isaac Babel ou Ilia Erenburg. La troisième tendance concerne les spectacles de revue et de cabaret.

### Sous la direction d'Ida Kamińska (1950-1968)
Le répertoire présenté est, comme avant-guerre, un mélange de classiques yiddish et d’adaptations de la littérature mondiale, ainsi que de temps en temps des pièces "politiquement correctes". C’est un théâtre réaliste d’émotions fortes, exprimées à travers des mots rythmés, des gestes évocateurs et des mouvements stylisés. C'est aussi un théâtre moral qui revient sans cesse sur la lutte entre le bien et le mal. C’est également un théâtre se souvient des millions de Juifs polonais assassinés lors des pogrom antisémites et de la Shoah en Pologne.
Ida Kamińska dirige le théâtre jusqu'en 1968, employant principalement des acteurs yiddish d'avant guerre, notamment Chewel Buzgan (1897-1971), Izaak Grudberg (Yitskhok Ber Turkow, 1906-1970), Ruth Taru-Kowalska (1909-1979), Avrom Morevski (1886-1964), Seweryn Dalecki (1913-2006), Michał (Moyshe) Szwejlich (1910-1995) et Juliusz Berger (1928-1999). Ida Kamińska est apparue dans près de 150 rôles (en comptant ceux avant la seconde guerre mondiale). Elle est non seulement actrice, mais également réalisatrice, traductrice de théâtre, metteuse en scène et enseignante.
Tandis que Chewel Buzgan, Jakub Rotbaum et d'autres mettaient parfois en scène, Ida Kamińska dirige elle-même la majorité des productions dans lesquelles elle prend part également en tant qu'actrice. Pour attirer un public polonais, elle introduit l'utilisation de la traduction simultanée en polonais. Outre un répertoire de pièces yiddish classiques ou moins classiques tels que Mirełe Efros de Jakub Gordin (1955) ou Baruch d'Amsterdam de Haim Sloves, elle traduit également des œuvres polonaises en yiddish, telles que Yulius un Etl de Leon Kruczkowski (Julius et Ethel, 1954), Meir Ezofowicz d'après Eliza Orzeszkowa, ainsi que des versions yiddish de pièces européennes bien connues, parmi lesquelles Los Arboles mueren de pie de Alejandro Casona (1958) et Muter Kuraj un ire Kinder de Bertolt Brecht (Mère Courage et ses enfants, 1957, 1967). 
Parmi les productions les plus populaires, citons Glikl fun Hameln (dirigé par Kamińska, 1952) de Max Bauman, Tevye der milkhiker de Sholem Aleichem, Der Dibek de Shalom An-ski, (réalisé par Morewski, 1957) et A Goldfadn kholem (adapté et réalisé par Rotbaum, 1961),.

### Sous la direction de Szymon Szurmiej (1969-2014)

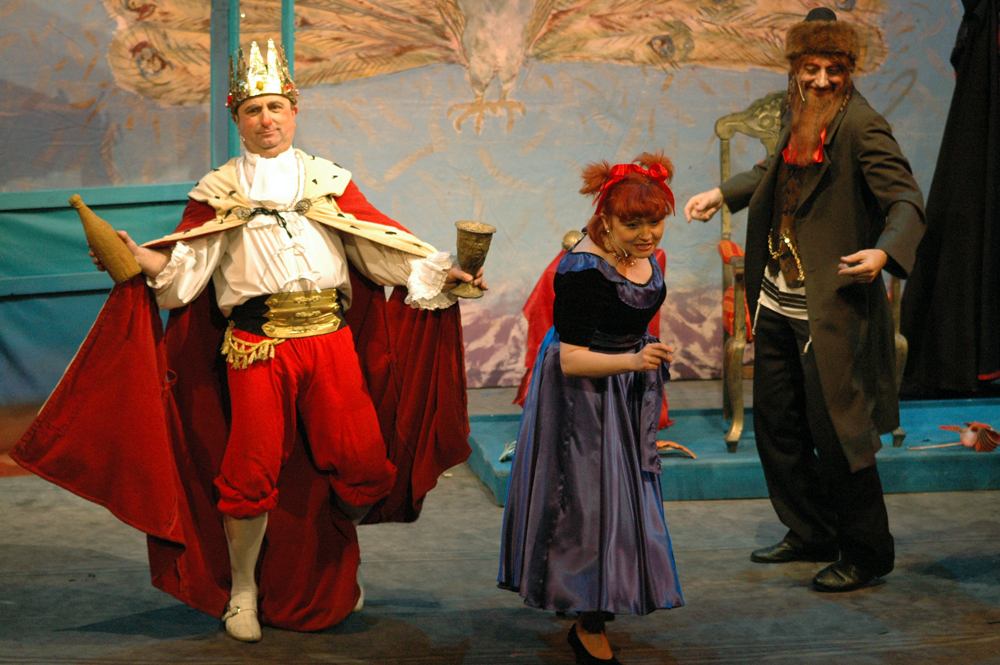
Pourim Shpil au théâtre en 2009

Depuis 1969, Szymon Szurmiej est directeur artistique du théâtre et en devient le directeur général en 1970. L’ancien théâtre vieillissant n’accueillait plus guère de spectateurs après 1968, mais dans la nouvelle salle inaugurée le 5 décembre 1970 avec la pièce Tevié le laitier, peu à peu un public revient, cette fois utilisant le plus souvent les écouteurs pour les pièces en yiddish. Ce public c’est celui des intellectuels de Varsovie.
Sur la scène du nouveau théâtre se produisait également l’Ensemble de chants et danses tziganes « Roma » dirigé alors par Władysław Iszkiewicz. Szymon Szurmiej participe à la mise en scène des spectacles qui obtenaient un grand succès. Le directeur musical du groupe est Leopold Kozłowski qui devient également directeur musical du théâtre.
Alors que la majorité de la troupe ainsi que son public sont partis et que la langue yiddish n’est plus enseignée ni parlée en Pologne, pour compenser les départs des comédiens Szymon Szurmiej créé un studio d'acteurs où les nouveaux acteurs apprennent le yiddish avec les quelques rares professeurs restants. Certains acteurs venaient de régions aux dialectes yiddish différents, une fusion fut obtenue grâce à ce studio dirigé par Michał Friedman (Mojsze-Pinchos Fridman), assisté de l’acteur Piotr Erlich. Encore plus qu'avec Ida Kamińska, le théâtre est centre de promotion de la culture et de la langue yiddish, politique qui prend une forme institutionnelle avec la création du Centre culturel yiddish en juillet 2012.
Szymon Szurmiej s'éloigne des conventions du théâtre réaliste et utilise plutôt des techniques telles que le montage scénique. Il change et élargi le répertoire avec des pièces classiques yiddish, notamment Sholem Aleichem (Di yorshim [Les héritiers] à partir de Sender Blank, dirigé par Rotbaum, 1977) et Die Goldgreber (Les chercheurs d'or, dirigé par Berger, 1981), mais également des adaptations d’œuvres de dramaturges juifs modernes, telles que Der Toyt fun a komivoyazher (Mort d’un commis-voyageur, 1975) d’Arthur Miller et Der Untergang d’Isaac Babel (dirigé par A. Witkowski, 1976), ainsi que des montages musicaux tels que Dos lid fun mayn folk (La chanson de mon peuple, 1974), Shtern afn dakh (Étoiles sur le toit; 1977), Bonjour Monsieur Chagall (1979, 2009) et Tsvishn Falndike Vent (1983),,.  Ce qui n'empêcha pas le théâtre de continuer à jouer les pièces les plus classiques comme Un violon sur le toit (2002). Szymon Szurmiej dirige une cinquantaine de représentations théâtrales.
Teresa Wrońska est directrice musicale du théâtre depuis 1983.

### Sous la direction de Gołda Tencer (depuis 2015)

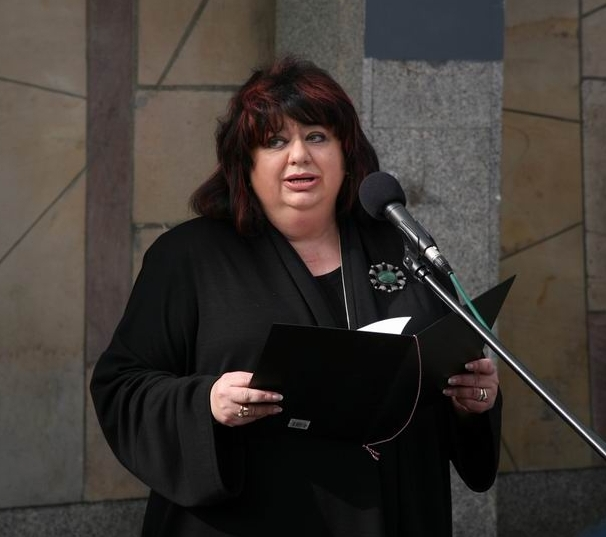
Golda Tencer

La directrice du théâtre juif de Varsovie décide d’ouvrir la scène à de jeunes metteurs en scène. 

## Annexe